# Lago de Muzzano
O Lago Muzzano é um lago localizado no cantão de Ticino, na Suíça. Faz fronteira com os municípios de Sorengo, Muzzano e Colina d'Oro. A sua superfície é de 0,23 km². Este lago drena para o Lago de Lugano.